# UFC Fight Night: dos Santos vs. Tuivasa
UFC Fight Night: dos Santos vs. Tuivasa (también conocido como UFC Fight Night 142) fue un evento de artes marciales mixtas producido por Ultimate Fighting Championship el 2 de diciembre de 2018 en el Adelaide Entertainment Center en Adelaide, Australia.

## Historia
El evento fue el segundo que la promoción ha disputado en Adelaide, siguiendo a UFC Fight Night: Miocic vs. Hunt en mayo de 2015.
Un combate entre el excampeón peso pesado de UFC Junior dos Santos y Tai Tuivasa sirvió como el evento estelar de la noche.
El ganador peso semipesado de The Ultimate Fighter: United States vs. United Kingdom Ross Pearson enfrentaría a Joseph Duffy en el evento. Sin embargo, Pearson anunció el 7 de noviembre que se retiraba de la pelea por una lesión de nariz que necesitaba cirugía. Fue reemplazado por Damir Ismagulov, pero Duffy salió de la pelea alegando una fractura de costilla. Ismagulov enfrentó a Alex Gorgees.
Se esperaba que Ashkan Mokhtarian enfrentara a Kai Kara-France en el evento. Sin embargo, el 20 de noviembre, Mokhtarian fue sacado del combate por una lesión. Fue reemplazado por Elias Garcia.

## Bonificaciones
Los siguientes peleadores recibieron $50,000 en bonos:
- Pelea de la Noche: Kai Kara-France vs. Elias Garcia
- Actuación de la Noche: Maurício Rua y Sodiq Yusuff